# Geslau
Geslau – miejscowość i gmina w Niemczech, w kraju związkowym Bawaria, w rejencji Środkowa Frankonia, w regionie Westmittelfranken, w powiecie Ansbach, wchodzi w skład wspólnoty administracyjnej Rothenburg ob der Tauber. Leży w pasmie Frankenhöhe, około 20 km na północny zachód od Ansbachu.

## Dzielnice
W skład gminy wchodzą następujące dzielnice: 
- Geslau
- Aidenau
- Dornhausen
- Gunzendorf
- Hürbel
- Kreuth
- Lauterbach
- Oberbreitenau
- Oberndorf
- Reinswinden
- Schwabsroth
- Steinach a.W.
- Stettberg
- Unterbreitenau